# Melanargia nereine
Melanargia nereine är en fjärilsart som beskrevs av Ruggero Verity 1935. Melanargia nereine ingår i släktet Melanargia och familjen praktfjärilar. Inga underarter finns listade i Catalogue of Life.